# Tahara

Tahara (田原市; -shi) é uma cidade japonesa localizada na província de Aichi.
Em 2012 a cidade tem uma população estimada em 65 873 habitantes e uma densidade populacional de 405,01 h/km². Tem uma área total de 106,40 km².
Recebeu o estatuto de cidade a 20 de Agosto de 2003.

## Transportes

### Ferrovias
- Toyotetsu
  - Linha Atsumi

### Rodovias
- Rodovia Nacional Rota 42
- Rodovia Nacional Rota 259 (A principal rodovia que corta a península de Atsumi)

Tahara na província de Aichi

## Cidades-irmãs
- Georgetown, Estados Unidos
- Princeton, Estados Unidos
- Kunshan, China